# زنبورخوار کوچک
زنبورخوار کوچک (نام علمی: Merops pusillus) یک گونه از تیرهٔ Meropidae است که در جنوب صحرای آفریقا یافت می‌شود.

## ویژگی‌های
اعضای این گونه، مانند دیگر زنبورخواران پرندگانی رنگین و لاغراندام با رنگ‌هایی روشن هستند. آنها داری قسمت‌های بالایی سبز، گلوهای زرد، طوقه‌هایی سیاه و سینه‌های فوقانی قهوه‌ای رنگ هستند. بالهای آنها سبز و قهوه‌ای و منقارهای آنها سیاه است. طول آنها به ۱۵ تا ۱۷ سانتی‌متر می‌رسد که آنها را به کوچک‌ترین زنبورخوار آفریقایی تبدیل کرده است. نر و ماده آنها یک شکل هستند.

## نگارخانه

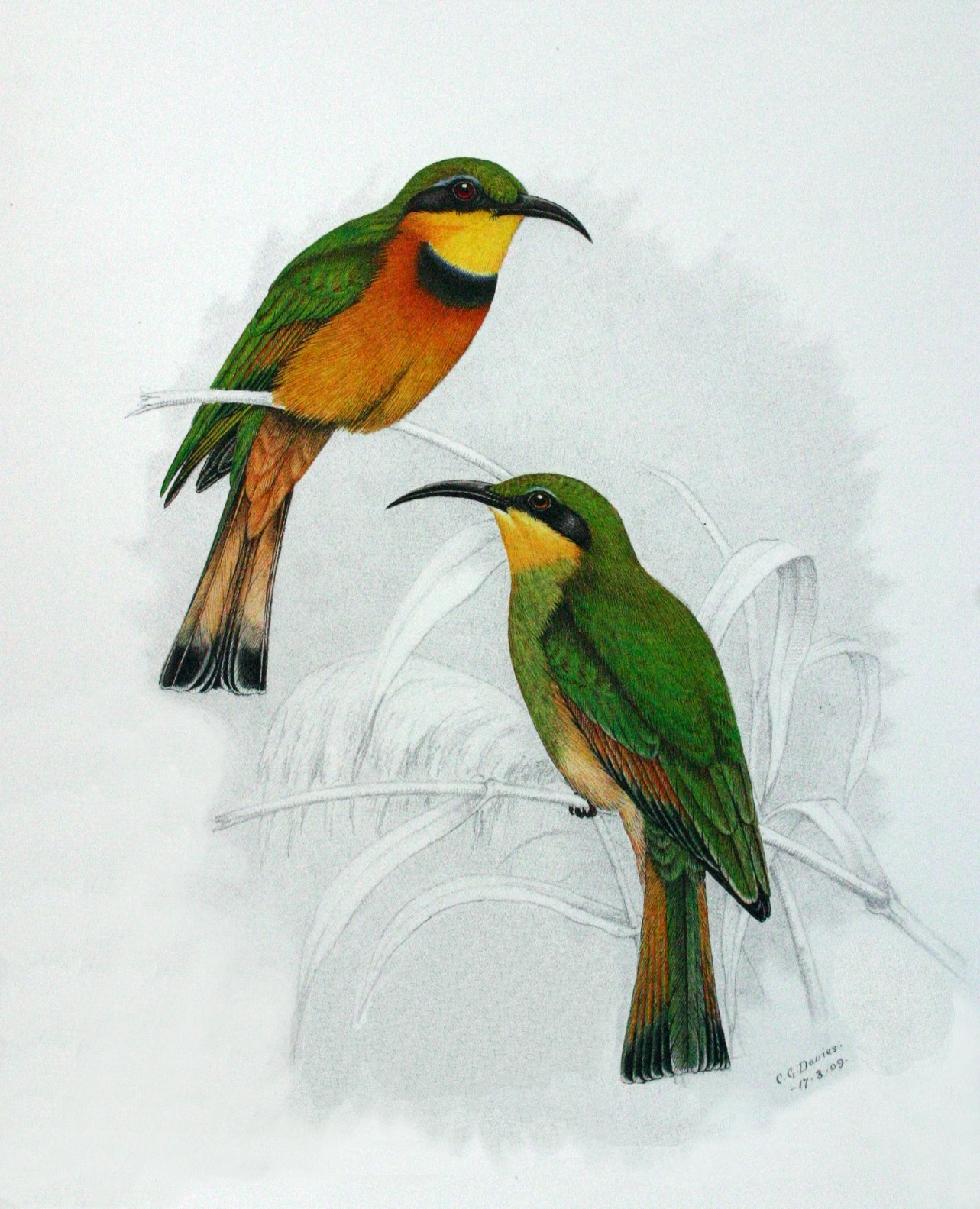
دو جفت زنبورخوار کوچک
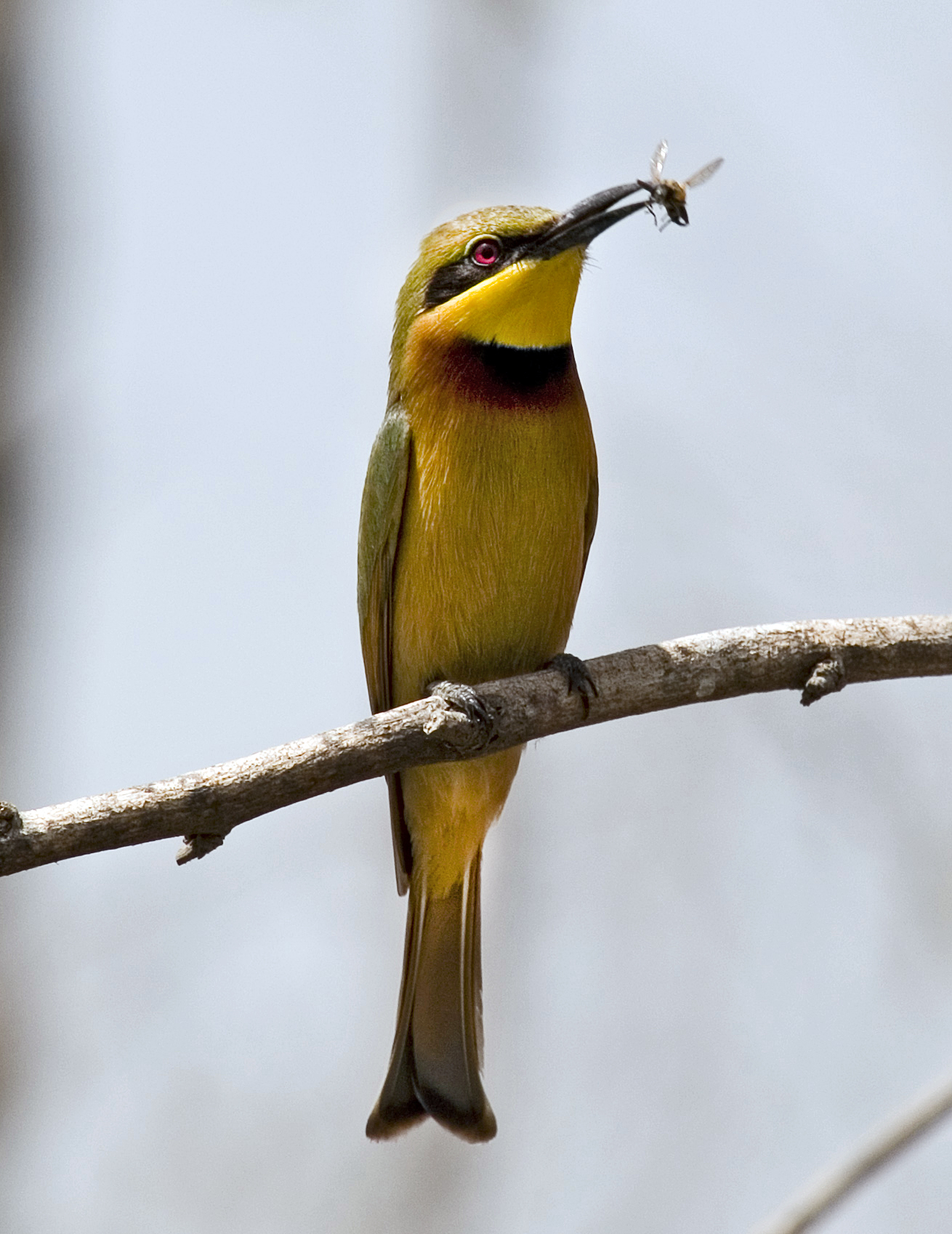
یک زنبورخوار کوچک در ذخیره‌گاه ملی سامبورو، کنیا
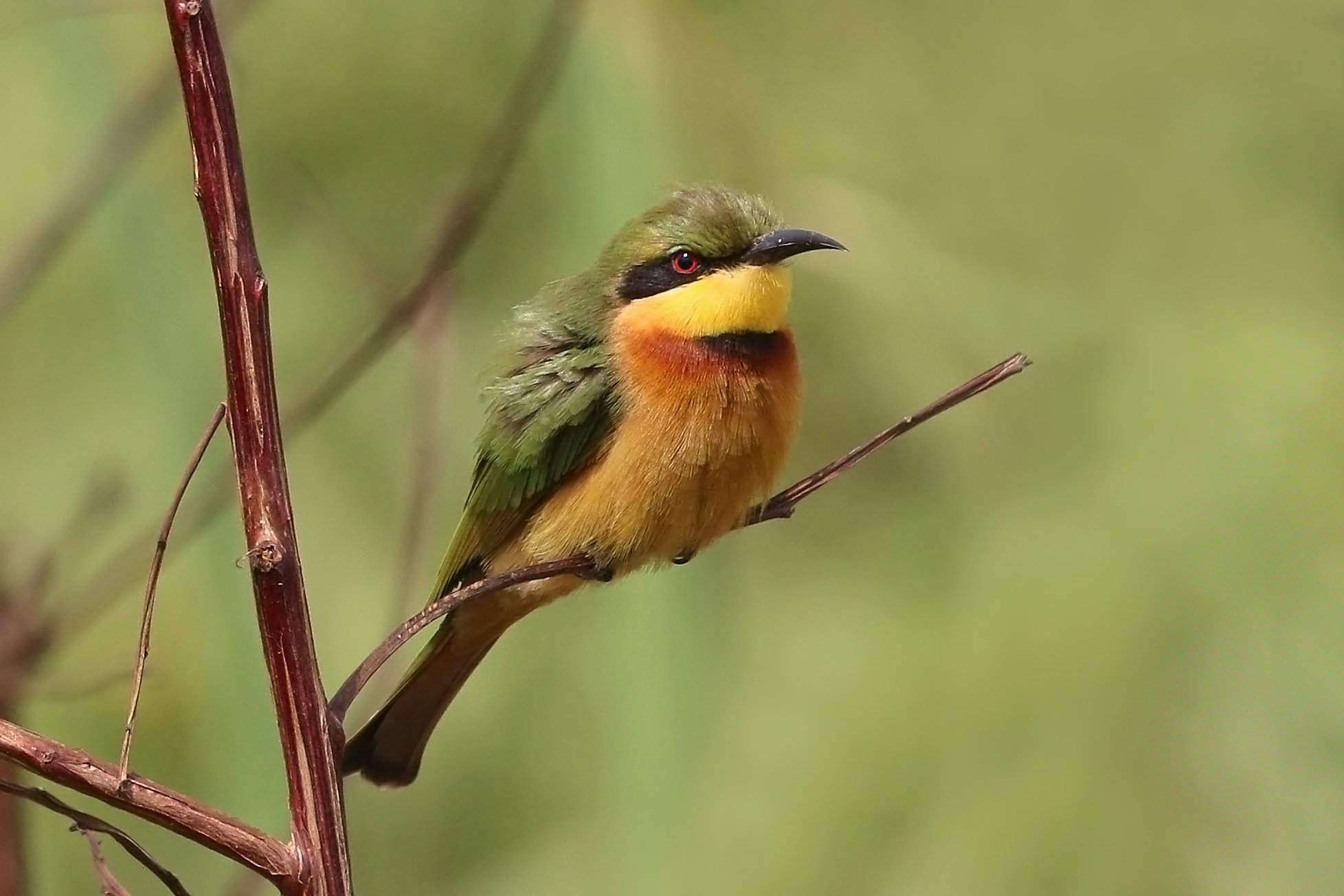
یک زنبورخوار کوچک در پوسیلوس، گامبیا
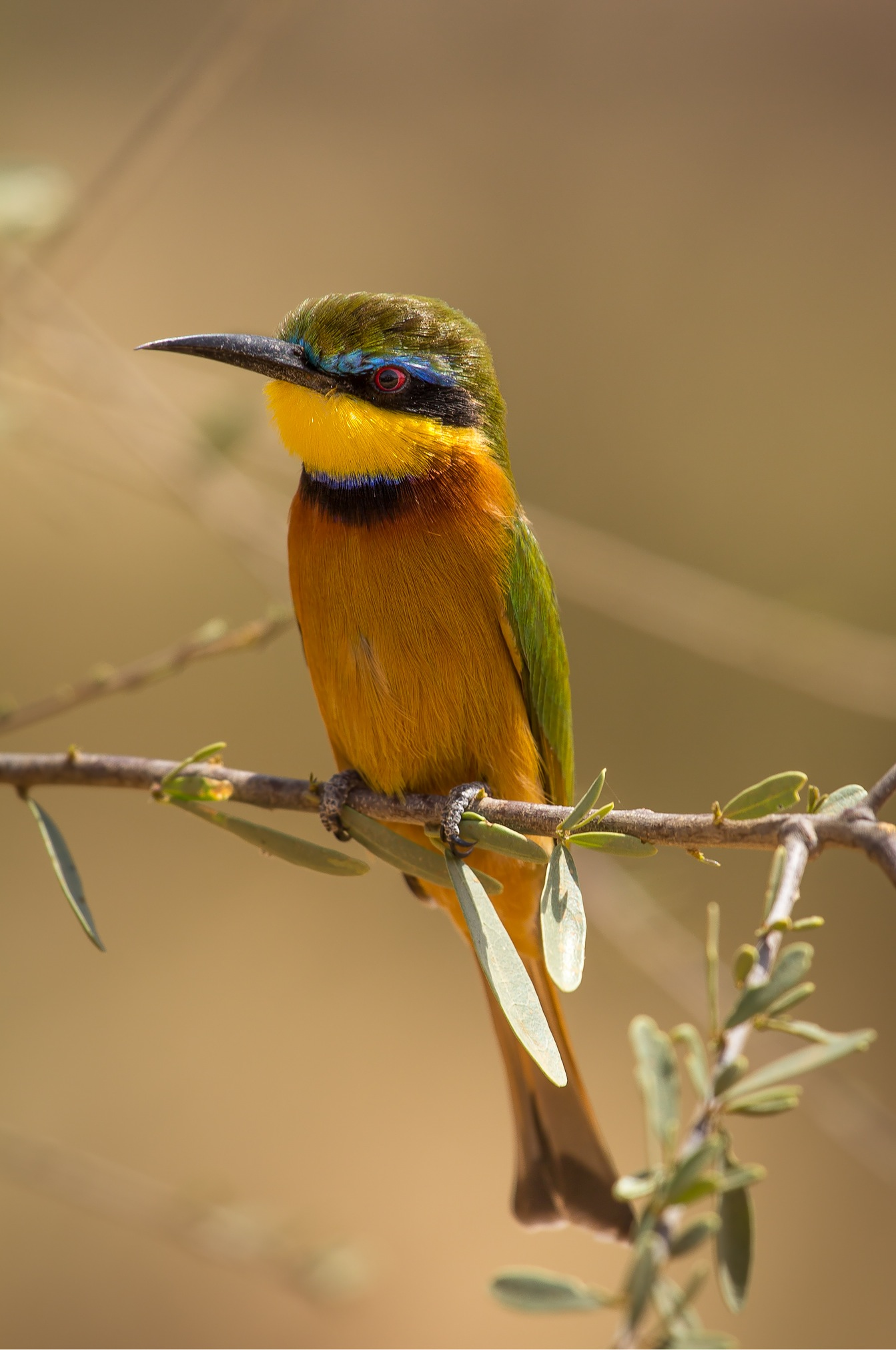
یک زنبورخوار کوچک در پارک هان، داکار، سنگال